# Challex
Challex település Franciaországban, Ain megyében. Lakosainak száma 1628 fő (2022. január 1.). Challex Péron, Pougny, Dardagny, Avully és Chancy községekkel határos.
Itt született Bonnaz Sándor (1812–1889), temesvári püspök.

## Népesség
A település népességének változása:
| Lakosok száma | 545  | 817  | 967  | 1059 | 1385 | 1370 | 1481 | 1557 | 1597 | 1628 |
|               | 1968 | 1982 | 1990 | 2006 | 2013 | 2015 | 2017 | 2019 | 2020 | 2022 |